# エドワード・ノートン (登山家)
エドワード・フェリックス・ノートン（英語: Edward Felix Norton, DSO, MC、1884年2月21日 - 1954年11月3日）は、イギリスの登山家、陸軍将校。チャーターハウス・スクールと王立陸軍士官学校で学び、インドの砲兵部隊に加わり、第一次世界大戦に従軍した。ノートンは、祖父で登山家のアルフレッド・ウィルスからアルプスで登山を教わった。
ノートンの経験は、イギリスの1922年、1924年のエベレスト遠征隊への参加につながる。ノートンは1922年にジョージ・マロリー、ハワード・サマヴェルと共に酸素ボンベを使わずに、当時の人類の最高到達高度となる8225mまで達した。1924年には途中で動けなくなったサマヴェルを残し、一人で北壁をトラバースしてグレート・クーロワールに達し、無酸素で標高8572mまで到達した。この標高は、1952年にスイス隊が破るまで28年にわたって登山家が到達した最高地点となった。またラインホルト・メスナーとペーター・ハーベラーが1978年にエベレスト無酸素登頂を達成するまで、54年間に渡って登山家が無酸素で到達した最高地点であった。ノートンが引き返した4日後に、マロリーとアーヴィンが頂上に向けて出発したが行方不明となった。
1924年の遠征では途中でチャールズ・グランヴィル・ブルース准将が病に倒れたため、ノートンは隊長を引き継いた。ノートンは、マロリーとアーヴィンが行方不明になった直後に事件にうまく対処したことで賞賛された。1926年には、1924年遠征の功績に対して、王立地理学会から金メダル（創立者メダル）を贈られた。
1930年代にはインドとイングランドの幕僚大学で働き、英国陸軍砲兵隊司令官、のちにマドラス地区司令官となった。1940年から1941年にかけて香港の総督代行、最高司令官。1942年に引退した。